# Ensten, Österbotten
Ensten är en ö i Finland. Den ligger i Norra kvarken och i kommunerna Korsholm och Vasa i landskapet Österbotten, i den västra delen av landet. Ön ligger omkring 22 kilometer väster om Vasa och omkring 380 kilometer nordväst om Helsingfors. 
Öns area är 2,2 hektar och dess största längd är 240 meter i sydväst-nordöstlig riktning. Närmaste större samhälle är Replot, 15,7 km nordost om Ensten.